# Стенвейк, Сюзанна ван
Сюзанна ван Стенвейк (нидерл. Susanna van Steenwijk; после 1601 года — 2 августа 1664, Амстердам) — голландская художница, работала в Лейдене и Амстердаме в жанре «малых архитектурных видов» (нидерл. kleine architectonische uitzichten).

## Биография

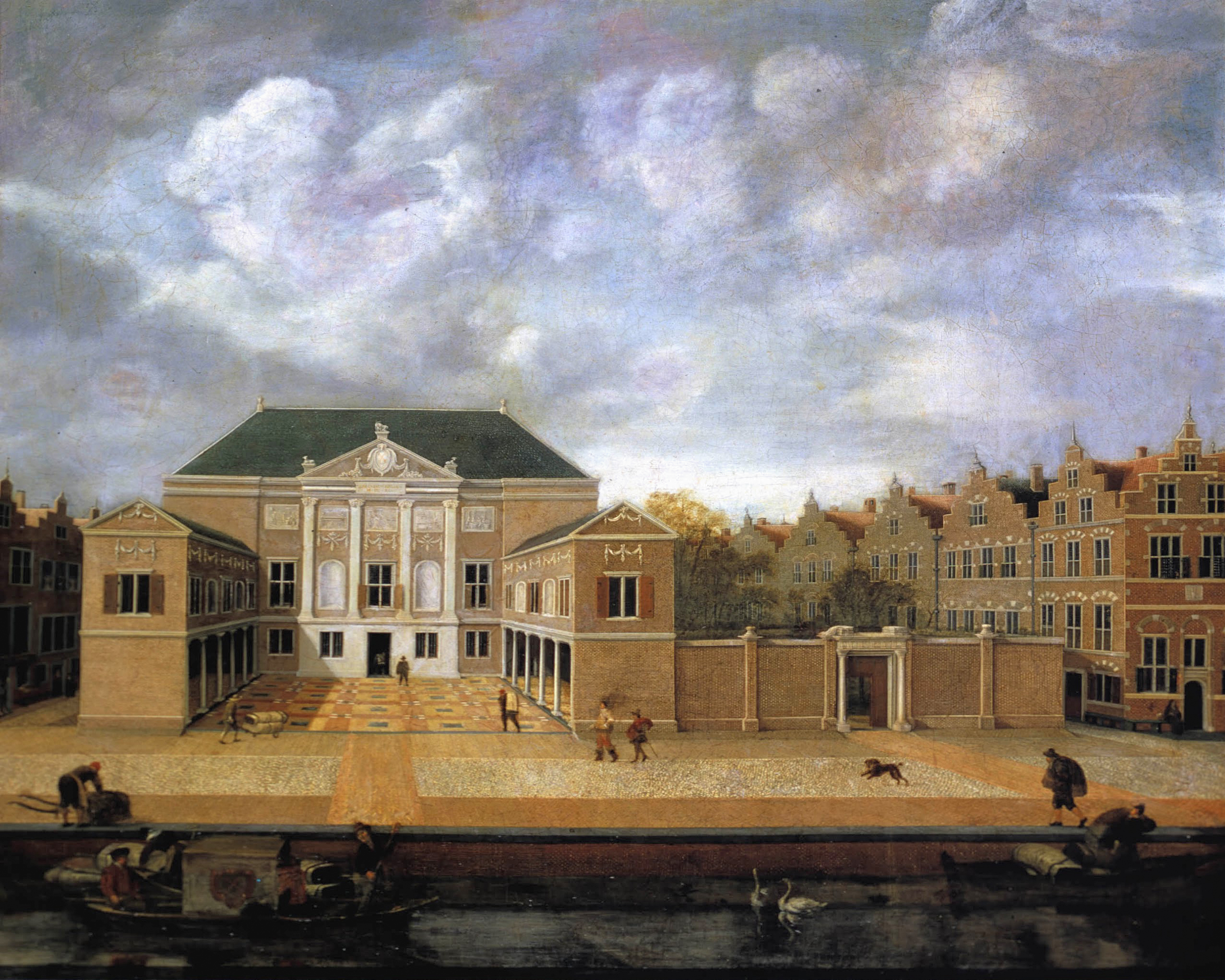
Сюзанна ван Стенвейк. Лакенхаль. 1642. Холст, масло. Музей Лакенхаль, Лейден

Урождённая Сюзанна Гаспоэль родилась в семье, вероятно, переехавшей из Лёвена (Фландрия) в Англию, они жили в Лондоне или в пригороде. У Сюзанны были брат Джон и сестра Клара. Отец, Йохан Гаспоэль (Johan Gaspoel), скончался в 1622 году в Вест- Хэме (район Лондона), когда его трём детям было около двадцати.
В 1630 году Сюзанна вышла замуж в Лондоне за живописца Хендрика ван Стенвейка Второго, или Младшего (1580—1649), сына Стейнвейка Первого, или Старшего, который писал архитектурные интерьеры в «итальянизирующем стиле». Стенвейк был по крайней мере на двадцать лет старше Сюзанны. Художница крестила первого сына в 1632 году в Амстердаме и второго в 1634 году в Лейдене.
Одна из её самых известных картин — изображение озера Лакенхаль в Лейдене. Даже после смерти мужа в 1649 году она продолжала заниматься живописью, зарабатывая немалый доход.
Её известные картины относятся к 1640-м годам и были написаны в Лейдене и Амстердаме. Как и её муж, Сюзанна также писала интерьеры церквей, известен этюд «кабинета» церковного интерьера, датированный 1664 годом и подписанный «Susanna v. Steenwijk». Она написала картину с изображением Новой ратуши, изобразив здание таким образом, что видны самые мелкие архитектурные детали. Интерес к подобным деталям, которые редко встречаются в живописи, объясняют влиянием творчества мужа, «архитектурного живописца». Предположительно, художница скончалась в 1664 году в Амстердаме. Однако её имя упоминается в нотариальных архивах Лейдена в 1679 году.